# 159164 La Cañada
159164 La Cañada è un asteroide della fascia principale. Scoperto nel 2005, presenta un'orbita caratterizzata da un semiasse maggiore pari a 2,7536381 UA e da un'eccentricità di 0,2293524, inclinata di 12,27244° rispetto all'eclittica.